# Прем'єр-міністр Брунею
Прем'єр-міністр Брунею — глава уряду султанату Бруней. Посаду з моменту її запровадження обіймає султан країни.
Згідно з Конституцією Брунею, яку було прийнято 1959 року, уряд очолював Головний міністр (малай. Menteri Besar). Лише з набуттям незалежності 1984 року мав бути сформований уряд на чолі з прем'єр-міністром. Відповідно до поправок до Конституції 1971 і 1984 років прем'єр-міністром Брунею може бути лише етнічний малаєць, що сповідує іслам. Прем'єр-міністр призначається султаном і підзвітний йому. Прем'єр-міністр також входить до складу Таємної ради султана та є членом Законодавчої ради. 
Проте після поправок 2006 року в Конституції записано, що прем'єр-міністром може бути лише султан.
Посаду прем'єр-міністра, міністра фінансів та міністра внутрішніх справ з 1 січня 1984 року обійняв султан Хассанал Болкіах. При проголошенні незалежності султан обіцяв піти з посади прем'єр-міністра та міністрів, але станом на 2018 рік все ще очолює уряд.

## Список
- Хассанал Болкіах (з 1 січня 1984)